# Pietro della Valle

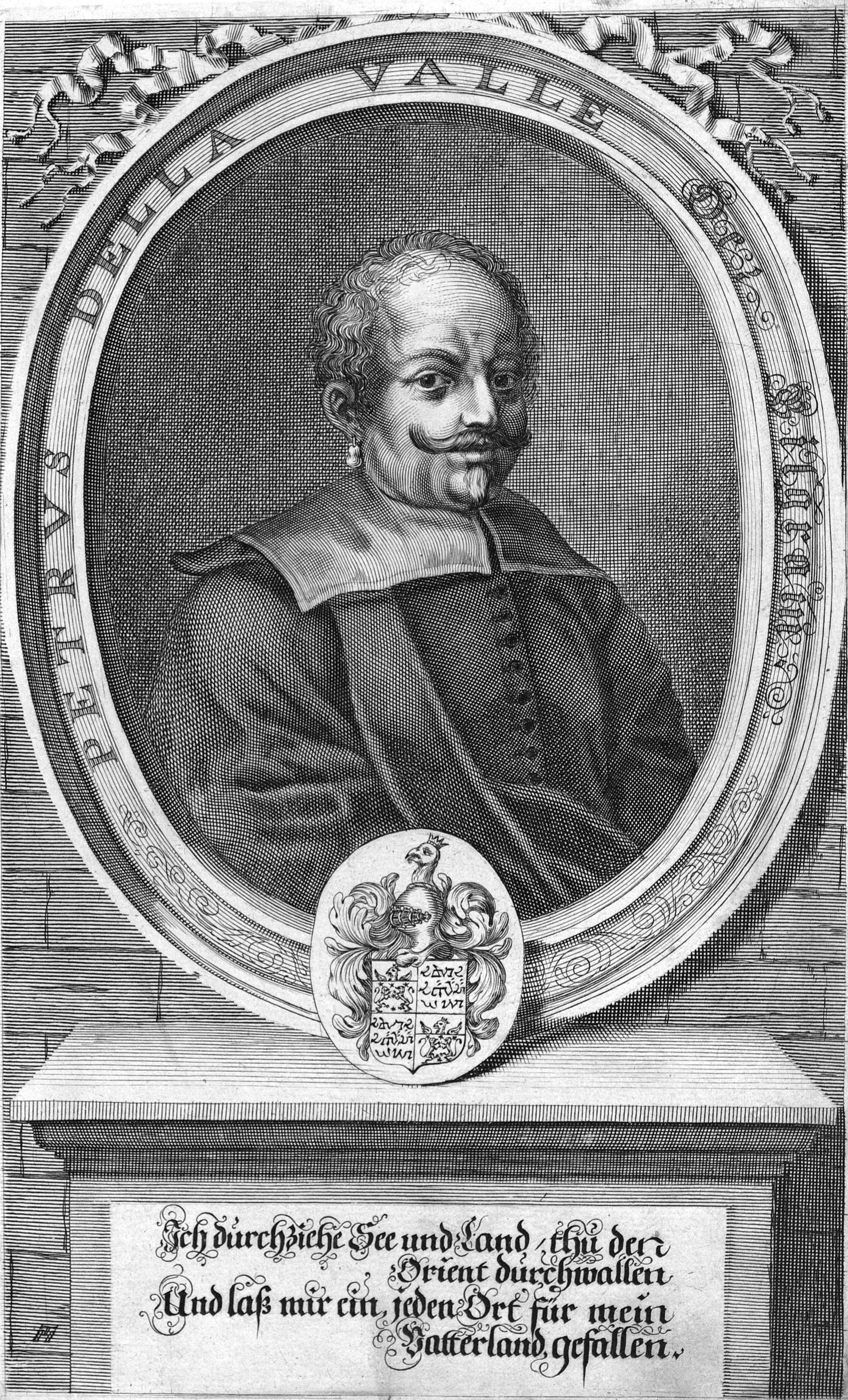
Pietro della Valle

Pietro della Valle (* 2. April 1586 in Rom; † 20. oder 21. April 1652 ebenda) war ein italienischer Forschungsreisender, Reiseschriftsteller und Komponist.

## Leben
Pietro della Valle beschäftigte sich schon früh mit den Wissenschaften und der Dichtkunst. 1611 nahm er mit einer spanischen Flotte an einem Zuge gegen die Barbareskenstaaten teil. Nachdem er in Neapel feierlich das Pilgerkleid genommen hatte, schiffte er sich 1614 in Venedig zu einer Wallfahrt in den Orient ein. Die Reise führte ihn in die Türkei, nach Ägypten und Arabien, von da nach Jerusalem, durch Syrien und Persien bis nach Indien.
Er blieb mehr als elf Jahre in diesen Gegenden und lernte deren Sprachen, Einwohner und geographische Verhältnisse genau kennen. Sein Hauptwerk ist jedoch nicht frei von Naivität und einer gewissen Legendenbildung.

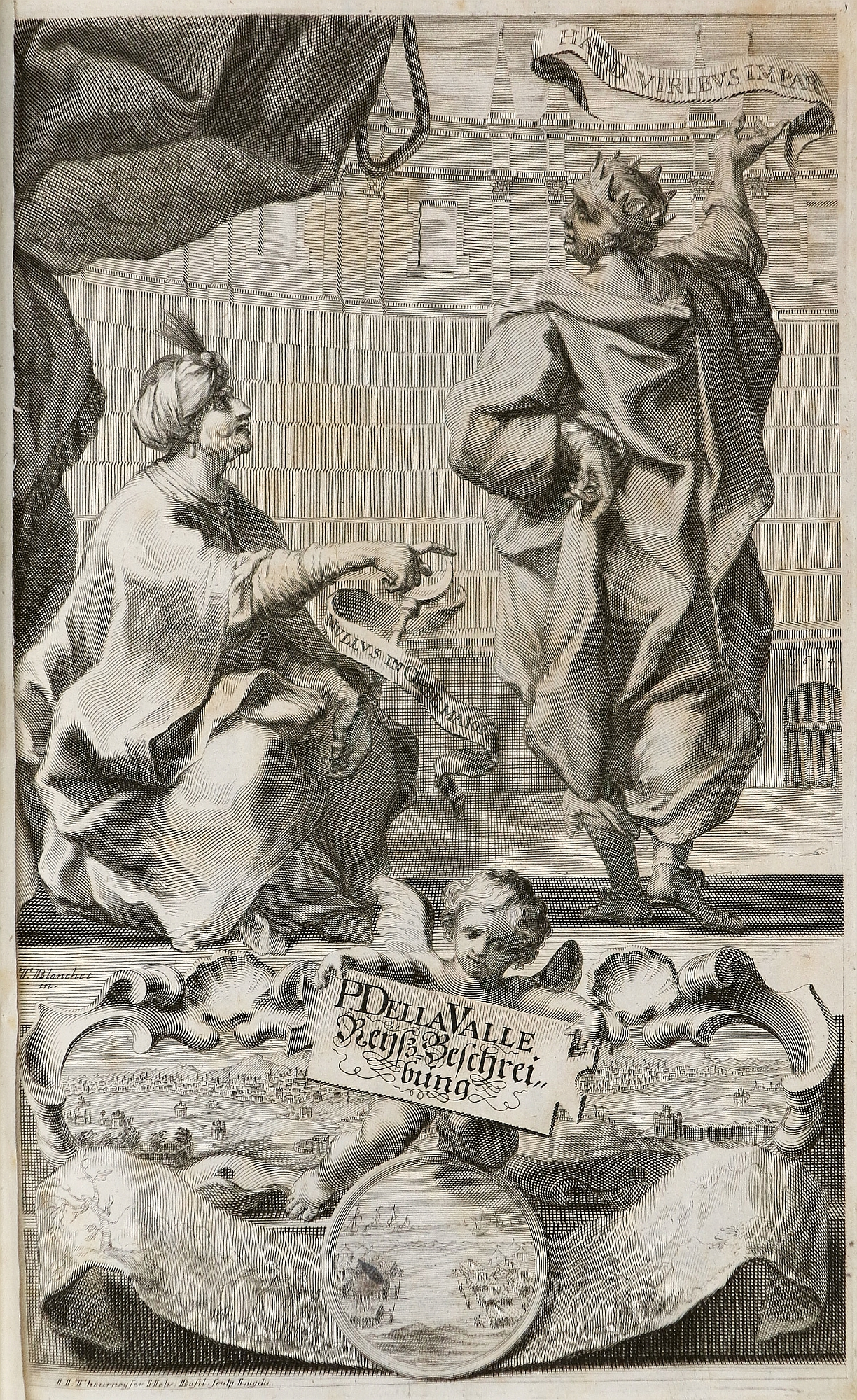
Titelkupfer aus Pietro della Valles Reiß-Beschreibung. Genf: Widerhold, 1674

Erst 1626 erreichte er mit einem stattlichen orientalischen Gefolge wieder Rom, wo ihn Papst Urban VIII. zum Ehrenkammerherrn ernannte. Valle widmete sich nun wieder den wissenschaftlichen Studien und der Ausarbeitung seiner Reisebeschreibung, die unter dem Titel: Viaggi descritti in lettere familiari ecc. (Rom 1650, 1653, 3 Bände) erschien und bald auch ins Französische (Paris 1661–63, 4 Bände, Rouen 1745, 8 Bände) und ins Deutsche (Genf 1674) übersetzt wurde. Das Werk besteht aus 54 Briefen an einen Freund und zeugt von des Verfassers vielseitiger Gelehrsamkeit und scharfer Beobachtungsgabe, obschon es auch von Leichtgläubigkeit und der Neigung, Wunderdinge zu erzählen, nicht frei ist. Er war auch ein gründlicher Kenner der Musik und wirkte im Musikleben Roms als Anreger und Ratgeber. Nachdem Valle wegen eines im Zorn begangenen Mordes eine Zeit als Flüchtling in Neapel lebte, kehrte er mit päpstlicher Bewilligung nach Rom zurück, wo er am 20. oder 21. April 1652 starb. sein Grab befindet sich in Santa Maria in Aracoeli. Auf der Reise nach Persepolis fesselten ihn vor allem Inschriften, die er kopierte. Er beschreibt sie in seinem fünfzehnten Brief und veröffentlicht die Zeichen. Es war die erste Keilschrift, die Europa zu sehen bekam.
Sein koptisches Wörterbuch wurde von Athanasius Kircher herausgegeben.

## Werke
- Viaggi di Pietro della Valle il pellegrino con minuto ragguaglio di tutte le cose notabili osservate in essi : descritti da lui medesimo in 54 lettere familiari ... all'erudito ... Mario Schipano ; divisi in tre parti, cioe la Turchia, la Persia e l'India ... Vit. Mascardi, Roma 1650–1658
  - Band 1, La Turchia, 1650 (Digitalisat)
- Reiß-Beschreibung in unterschiedlichen Theile der Welt, nemlich in Türkey, Egypten, Palestina, Persien, Ost-Indien, und andere weit entlegene Landschafften: samt einer ausführlichen Erzehlung aller denck- und merckwürdigtster Sachen, so darinnen zu finden u. anzutreffen, erstl. V. d. Authore selbst […] in ital. Sprache beschrieben, u. in 54 Send-.Schreiben in 4 T. verf. Genff: Widerhold 1674.[1]

Es können ihm nur wenige Kompositionen sicher zugeordnet werden, dies sind einige vokale und instrumentale Werke. Daneben trat er auch als Librettist in Erscheinung.